# Roger Edens
Roger Edens (9 de novembro de 1905 – 13 de julho de 1970) foi um compositor de Hollywood, arranjador e produtor associado, e é considerado uma das grandes figuras criativas na produção de musicais da Metro-Goldwyn-Mayer , durante a era de ouro de Hollywood. 
Edens nasceu em Hillsboro, Texas. Seus pais eram descendentes de escoceses e irlandeses. Ele trabalhou como acompanhante de piano para os dançarinos de salão antes de ir trabalhar como compositor da Broadway . Ele foi para Hollywood em 1932, juntamente com sua protegida Ethel Merman ,fazendo composições e arranjos para seus filmes na Paramount . Em 1935, passou a trabalhar para a Metro-Goldwyn-Mayer como supervisor musical e compositor ocasional e arranjador, trabalhando com músicas para Judy Garland . Ele também apareceu junto a Eleanor Powell como personagem coadjuvante em Melodia da Broadway de 1936.
Foi indicado 8 vezes ao Oscar de melhor banda sonora, tendo conquistado três prêmios em três anos seguidos: 1949, 1950 e 1951 respetivamente. Era homossexual, tendo chegado a viver com outro homem sob o mesmo teto na época em que trabalhava com Judy Garland.
Edens morreu aos 64 anos de idade em 13 de julho de 1970, em Los Angeles, Califórnia, vitimado por câncer. Sepultado no Westwood Village Memorial Park Cemetery.

## Prêmios e indicações
- 1949: Oscar de melhor banda sonora, Easter Parade
- 1950: Oscar de melhor banda sonora, Um Dia em Nova Iorque
- 1951: Oscar de melhor banda sonora, Annie Get Your Gun